# Johann Gottlob von Quandt

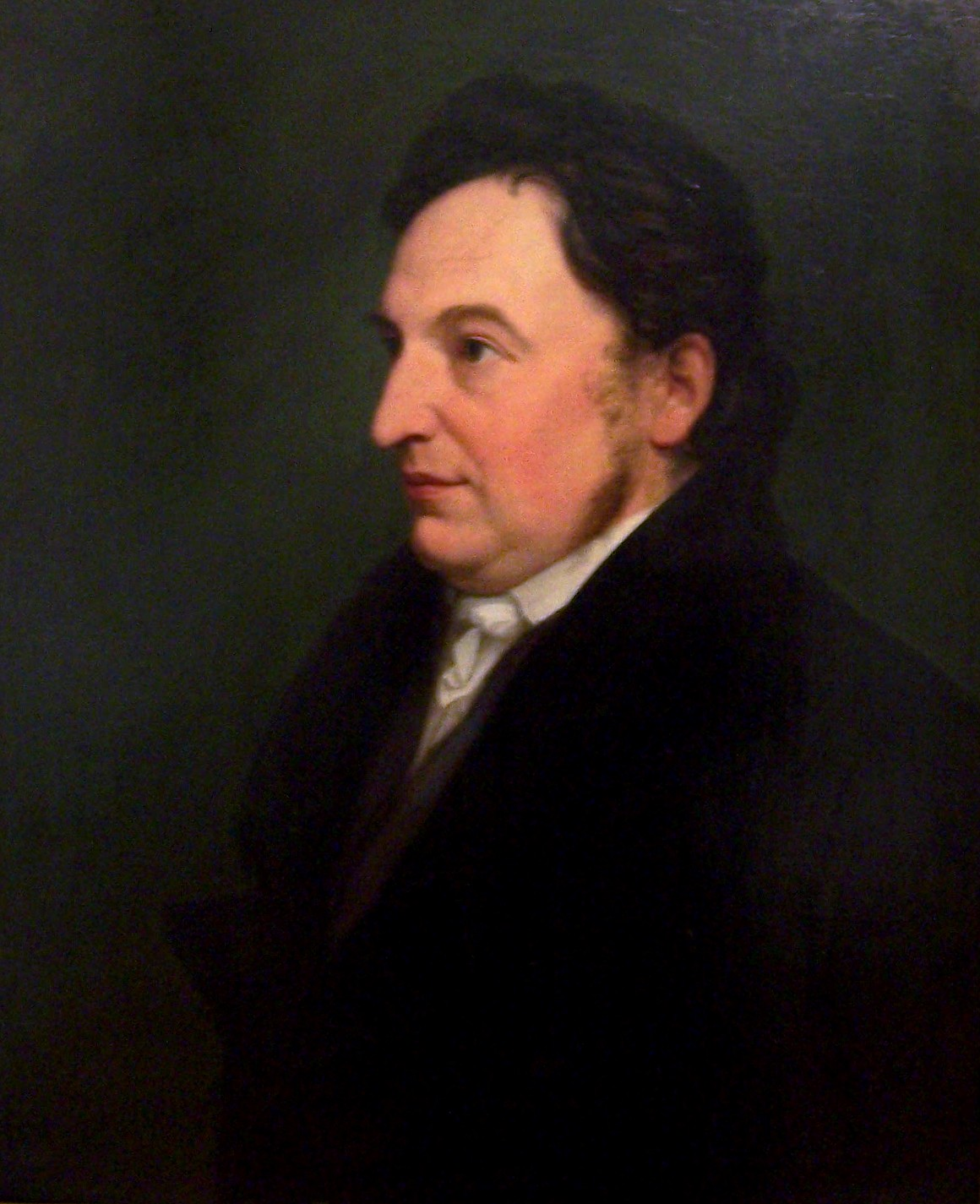
Johann Gottlob von Quandt

Johann Gottlob von Quandt (Lipsia, 9 aprile 1787 – Dresda, 19 giugno 1859) è stato uno storico dell'arte e mecenate tedesco.

## Biografia
Suo padre era commerciante e proprietario terriero a Wachau, vicino a Lipsia; sua madre morì prematuramente. Malgrado egli non abbia frequentato né la scuola né l'università, ricevette comunque un'educazione di prim'ordine. Ebbe infatti precettori che gli insegnarono discipline come la pittura a olio, l'architettura di edifici e di giardini. Nel 1811 intraprese il suo grand tour, ovvero un viaggio di formazione in Italia. Fu in quel periodo che acquisì le conoscenze che gli permisero di diventare uno storico dell'arte.
Grazie a un professore di filosofia poté apprendere il pensiero di Kant. Durante un viaggio ad Annaberg rimase estasiato da alcune raffigurazioni sulla vita della Madonna eseguite sul modello di Albrecht Dürer. Decise allora di pubblicare sulla Zeitung für die elegante Welt (il Giornale per il mondo elegante) un articolo su quelle pitture, dal cui successo ottenne altre committenze.
Nel 1815 trovò nel solaio della Chiesa di San Tommaso a Lipsia quattro dipinti di Lucas Cranach il Vecchio e mandò a Johann Wolfgang von Goethe delle copie in creta di alcune teste raffigurate in quelle immagini. Goethe mostrò molto interesse per le scoperte di Quandt nel suo Nachricht von altdeutschen, in Leipzig entdeckten Kunstwerken, una sorta di resoconto sulle antiche opere d'arte tedesche ritrovate a Lipsia.
Nel 1819 Quandt sposò nella Chiesa della Resurrezione di Plauen, nei pressi di Dresda, Bianca Meißner, vedova Low, la cui istitutrice era stata Elisa von der Recke. Durante il loro viaggio di nozze a Roma la loro casa divenne un punto d'incontro per gli artisti. Rientravano ad esempio tra gli ospiti usuali Friedrich Overbeck, Julius Schnorr von Carolsfeld, Louise Seidler e Carl Christian Vogel von Vogelstein. A ognuno di questi artisti Quandt ordinò la realizzazione di un'opera d'arte, in cambio della quale egli offriva ovviamente un compenso.
Al ritorno, nel 1820, gli sposi fecero visita a Goethe, che permise loro di fare conoscenza con molte personalità di spicco. I due si stabilirono poi a Dresda, dove Bianca diede alla luce due figli maschi e suo marito fece della casa un vero e proprio museo, descritto in un apposito catalogo. 
Nel 1826 Quandt divenne direttore della sezione di pittura e scultura del Verein zur Erforschung und Erhaltung vaterländischer Altertümer, un'associazione che si occupava della ricerca e conservazione di opere d'arte tedesche. Nel 1831 presentò un progetto per la conservazione del patrimonio artistico della regione dei Monti Metalliferi, con il quale ci si impegnava a mantenere i monumenti artistici nella loro posizione originaria. 
Quandt riscontrava nell'arte i princìpi del patriottismo e della pace sociale, l'unificazione delle forze fisiche e spirituali di una nazione, come si legge nella sua opera Über die Stellung der Bildenden Künstler zum Staate (1826), il cui tema principale è la relazione tra l'attività dell'artista e lo Stato.
Dal 1828 al 1833 Quandt fu consigliere del Sächsischer Kunstverein (Associazione artistica della Sassonia). Nel 1836 fu chiamato nell'Akademischer Rat (Consiglio Accademico) e fu membro onorario delle accademie reali di Berlino e Monaco di Baviera.
Nel 1830 acquistò i terreni di Dittersbach e i villaggi di Eschdorf, Röhrsdorf (oggi Dürröhrsdorf), Rossendorf e Zeschnig. Non solo si preoccupò dell'istruzione dei contadini e tentò di introdurre nella scuola locale l'insegnamento dell'educazione fisica, che le autorità proibivano, ma passava anche il tempo libero con loro, provvedendo alla birra e alla musica. Pensò anche a un piccolo sistema di welfare attraverso la fondazione di una cassa di risparmio. Tra il 1831 e il 1833 fece costruire sulla Schöne Höhe di Joseph Thürmer il Belvedere, che tra il 1836 e il 1838 fu decorato da Carl Gottlieb Peschel con affreschi ispirati alle ballate di Goethe.